# Холявко, Иван Михайлович
Иван Михайлович Холявко (31 марта 1858 — 24 ноября 1916) — русский военный деятель, Генерал от инфантерии (1916). 

## Биография
Родился в 1858 году. Из дворян. Образование: Александровское военное училище (выпуск 1878, с производством в подпоручики), Александровская военно-юридическая академия (выпуск 1885; по 1-му разряду, с производством в капитаны). В период между обучением в училище и в академии принимал участие в Русско-турецкой войне 1877—78 годов.
Начиная с 1885 года служил на следующих должностях: 
- Военный следователь Петербургского военно-окружного суда (1886—87)
- Помощник прокурора там же (1887—89; с 1888 года — подполковник)
- Помощник прокурора Иркутского военно-окружного суда (1889—92)
- Помощник прокурора Петербургского военно-окружного суда (повторно; 1892—98; с 1893 года — полковник)
- Судья Варшавского военно-окружного суда (1898—1900)
- Судья Петербургского военно-окружного суда (1900—1902; с 1901 года — генерал-майор)
- Прокурор Сибирского военно-окружного суда (1902—1906)
- Председатель Сибирского военно-окружного суда (1906)
- Председатель Омского военно-окружного суда (1906—1916; с 1907 года — генерал-лейтенант)

Имел все награды вплоть до Ордена Святого Владимира 2-й степени (1915). 
В 1916 году был уволен в отставку с производством в генералы от инфантерии и вскоре после этого скончался.

## Награды
- Орден Святой Анны 3 степени (1890)
- Орден Святого Станислава 2 степени (1893)
- Орден Святой Анны 2 степени (1896)
- Орден Святого Владимира 4 степени (1899)
- Орден Святого Владимира 3 степени (1904)
- Орден Святого Станислава 1 степени (1910)
- Орден Святой Анны 1 степени (1913)
- Орден Святого Владимира 2 степени (1915)